# Lethe jalaurida
Lethe jalaurida är en fjärilsart som beskrevs av De Nicéville 1880. Lethe jalaurida ingår i släktet Lethe och familjen praktfjärilar. Inga underarter finns listade i Catalogue of Life.

## Bildgalleri

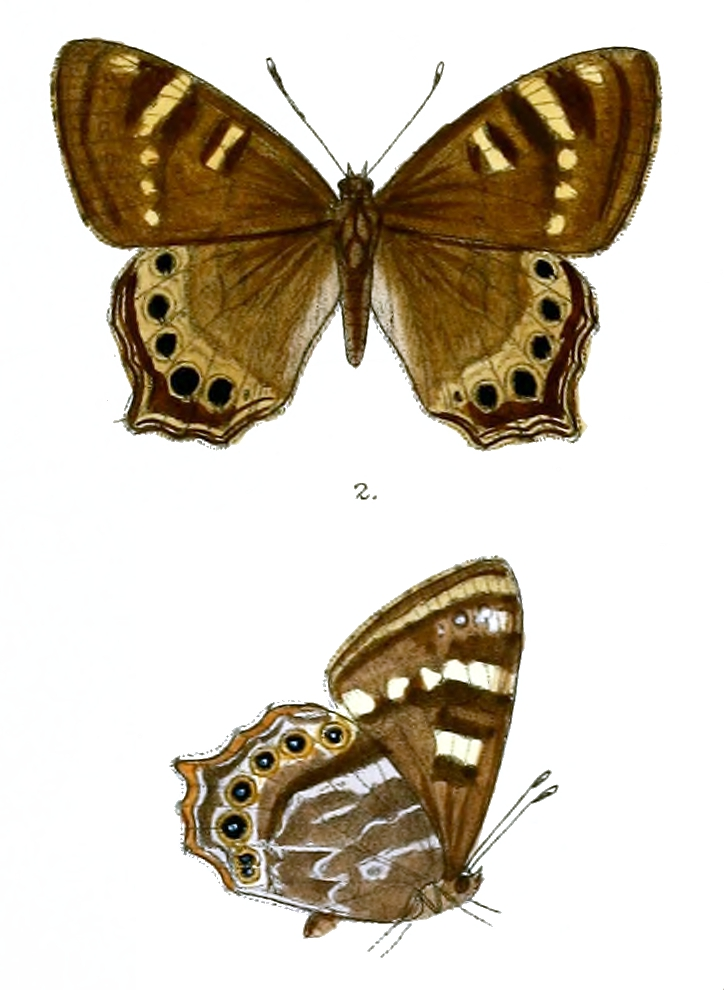